# Саргон Аккадський
Саргон Аккадський або ж Саргон Давній (Стародавній) (аккад. Шаррум-кен — Справжній цар) — цар Аккаду, творець першої у світі імперії, розміри якої були перевершені лише через півтори тисячі років. Правив 55 років, за так званою короткою хронологією — з 2270 по 2215 роки до нашої ери. Створена ним династія правила близько 140 років.

## Життєпис

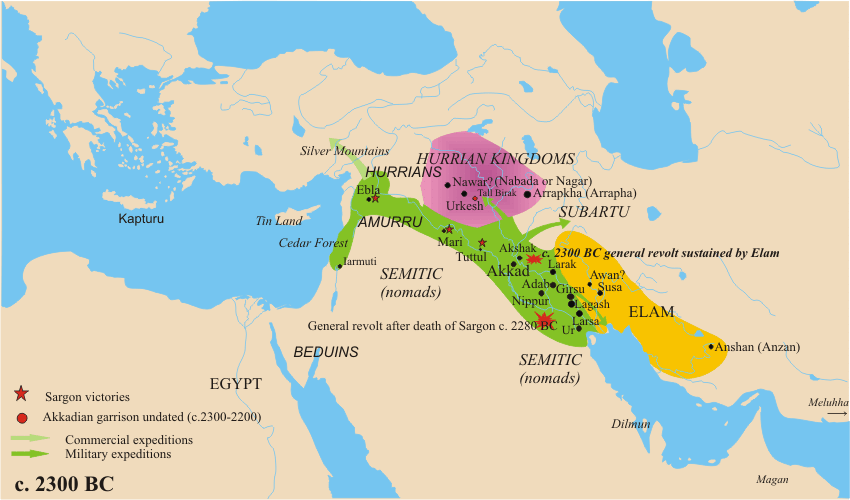
Карта Аккадської імперії за Шаррумкена

За походженням Шаррумкен був аккадцем. За переказами та, судячи з ряду вчинків, був людиною незнатною. За легендою, його мати була жрицею, яким заборонялося мати дітей, тож, народивши сина, вона поклала його в плетений кошик і пустила Євфратом. Дитину підібрав водонос Аккі, який і виростив хлопчика. Згідно з «Царським списком», спершу служив садівником храму Іштар у Кіші, а потім слугою (чашником) в останнього царя IV династії Кішу Ур-Забаби. Після того, як Ур-Забаба зазнав поразки від правителя Лугальзагесі, Шаррумкен «особливою милістю Іштар» захопив владу і став царем замість нього. Для того, щоб виправдатися, він зображав себе ставлеником Іштар, яка нібито зробила його царем через кохання до нього. Але, як би там не було, Саргон рішуче порвав з традицією і переніс столицю до нічим не примітного доти містечка Аккаде.
На самому початку правління Шаррумкен створив сильну армію, ядро якої становили регулярні частини — 5400 воїнів, які, як повідомляв сам цар, «щодня перед ним харчуються». В той час традиційна військова справа Шумеру базувалася на відносно нечисленних загонах важкоозброєних воїнів, що билися в тісному строю. На противагу цьому Шаррумкен створив масову мобільну армію легкоозброєних вояків, переважно лучників та пращників, які воювали розсипним строєм. Спираючись на цю силу, він здійснив ряд походів і підкорив собі всю північ Межиріччя, де створив свою державу. Часом пишуть, що ця держава мала риси типової східної деспотії, але слід пам'ятати, що до Шаррумкена подібних держав не існувало.
Закріпившись на півночі, Шаррумкен розпочав війну проти Лугальзагесі, який на той час об'єднав під своєю владою увесь Шумер (Південь). За легендою, приводом до війни стала відмова Лугальзаґесі породичатися з Шаррумкеном. Зараз це повідомлення інтерпретують так, що владика Шумеру відмовився укласти запропоновану північним царем угоду, яку мали скріпити династичним шлюбом. Розпочалася війна — військо Шаррумкена розбило армію Лугальзагесі та підлеглих йому 50 енсі у великій битві, а сам правитель Шумеру потрапив у полон. У собачій клітці його відвезли до Ніппуру, де закутого в мідні окови, провели через ворота Енліля, а потім, певно, принесли в жертву. Шаррумкен узяв ворожу столицю — Урук — і зніс його укріплення. Наступного року він розбив шумерів іще в одній битві, захопив Умму та Лагаш і вийшов до Нижнього моря, де омив свою зброю. Після підкорення Шумеру аккадці ходили походом на Елам, де взяли Аван, Сузи та захопили місцевих царів, але підкорити країну не змогли.
Певний час цар, очевидно, займався упорядкуванням держави, подібної якій до того не знала Земля. Пізніше він здійснив похід вверх за течією Євфрату і за три роки завоював Марі, Ярмуті й Еблу, тобто пройшов через Сирію до Лівану і вийшов аж до Середземного моря — «Енліль дав мені Верхню Країну, Маер (Марі), Ярмуті та Еблу аж до Кедрових лісів та Срібних гір». Марі розташовувалася на захід від середньої течії Євфрату, Ярмуті — в північній Палестині, «Кедровим лісом» звали гори Лівану, а «Срібні гори» — це, певно, Тавр біля Кілікійських воріт. Тобто Шаррумкен завоював значні території на заході з метою захоплення природних багатств цих земель, перш за все лісу та срібних копалень. Ці походи були не разовими набігами, а саме підкоренням: надписи свідчать, що Шаррумкен «пройшов море заходу, був три роки на заході, підкорив та об'єднав країну (Левант), поставив на заході свої статую, перевів морем та сушею полонених».
Окрім того, цар вторгся в країну Субарту, розташовану у північно-східній Месопотамії, і підкорив її — тож усе Межиріччя опинилося під його владою. Відомо, що Шаррумкен здійснив похід до Малої Азії за намовою купців з ассирійських колоній, принаймні достовірними є відомості про відправку військ до Ганеша для допомоги містянам у боротьбі проти хетського царя Бурушханда. Після усіх цих походів була створена величезна, небачена раніше країна — гегемон усього регіону, розміри якої залишалися неперевершеними аж до перських завоювань. Свої претензію Шаррумкен виразив у новому титулі «цар чотирьох сторін світу».

## Реформи
Шаррумкен зберіг стару номову структуру та посаду енсі, але з незалежних правителів вони перетворилися на підлеглих йому чиновників. Спираючись на постійне військо, розселене навколо столиці та оплачуване з рук самого царя, та на ополчення, Шаррумкен розпустив старі дружини вояків, що отримували за службу земельні наділи. За наказом царя розбудовувалася іригаційна система і було проведено багато нових каналів. Було уніфіковано системи мір та вагів. Цар приділяв увагу дорогам та водним шляхам.
Шаррумкен шанобливо ставився до культів аккадських та шумерських богів, особливо до Аби, покровителя міста Аккада, та головного шумерського божества — Енліля Ніппурського, а наприклад свою дочку Енхедуанну він зробив жрицею храму бога Нанни в Урі. Але схоже, що, незважаючи на багаті дари та увагу з боку Шаррумкена, його стосунки з жрецтвом були досить прохолодними. Храми в Межиріччі були стрижнем, навколо якого гуртувалася громада певного міста, тож, зміцнюючи свою владу, Шаррумкен та його нащадки підкорили храми та жерців собі, узявши контроль над храмовим господарством та перетворивши жерців фактично на державних чиновників. Також Саргоніди, і перш за все сам засновник династії, рішуче порвали зі старою традицією у своїй титулатурі, звичаях, смаках. У мистецтві місце надлюдського і тому безликого божества або ж жерця, що стоїть перед ним, займає образ сильної особистості, зразком якої був сам Шаррумкен. У літературі центральне місце на противагу міфам посідає героїчний епос.